# Хімік (футбольний клуб, Дзержинськ)
«Хімік» (рос. Футбольный клуб «Химик» Дзержинск) — російський футбольний клуб з міста Дзержинськ, другого за величиною міста Нижньогородської області. На рівні команд майстрів виступав у першості СРСР (1947—1949, 1960, 1962—1991) і Росії (1992—2002, 2008—2016). У зоні 2019 року заявився на Першість Росії серед аматорських футбольних клубів.
У «Хіміку» розпочинали свій спортивний шлях такі відомі російські футболісти, як Дмитро Черишев, Ігор Горєлов, Валерій Попович, Олексій Герасимов і Альберт Осколков.

## Хронологія назв
- 1946—2000 — «Хімік»
- 2001—2002 — «Сибур-Хімік»
- 2003—2016 — «Хімік»
- 2019—н.ч. — «Хімік»

## Історія
У 1947 році команді Дзержинська надали право виступати у другій групі першості СРСР. Але міське спортивне керівництво дізналося про це буквально за місяць до початку змагань. У спішному порядку з найкращих футболістів заводських колективів міста створили команду, яка отримала назву «Хімік». Стартували дзержинці в першості СРСР 16 травня 1947 року. В цей день на поле міського стадіону зустрілися «Хімік» й «Торпедо» (Горький). Автозаводці обіграли команду господарів поля з рахунком 7:0.
У другій лізі першості СРСР дзержинці виступали протягом 21 сезону (з 1971 по 1991 рік). Суперниками «Хіміка» в цей період були практично всі найкращі нестоличні команди РРФСР. На рахунку дзержинців перемоги над «Ростсільмашем» (Ростов), «Ротором» (Волгоград), «Крилами Рад» (Самара), «Сатурном» (Раменське), «Кубанню» (Краснодар), «Спартаком» (Нальчик) й іншими іменитими клубами.
З 1992 року «Хімік» виступає в першості Росії. У 1995 році дзержинці посіли третє місце в зональному турнірі третьої ліги. Але потім в грі команди настав помітний спад, викликаний, в першу чергу, нестабільним фінансовим становищем. У цей період лише адміністрація міста й «Завод імені Свердлова» підтримували команду.
У 2001 році «Хімік» під своє крило взяла велика компанія «Сибур-Нафтохім». Заснували новий футбольний клуб — «Сибур-Хімік». У сезоні 2001 року дзержинці під керівництвом Валерія Івановича Володіна зайняли 5-е місце в зоні «Поволжі» другого дивізіону. Але вже наступного року у клубу знову виникли серйозні фінансові труднощі. У січні 2003 року «Сибур-Хімік» змушений був відмовитися від участі в першості Росії й позбувся професіонального статусу.
З 2003 по 2007 рік «Хімік» виступав у першості МФС «Приволжжя» серед аматорів. У 2006 році дзержинці під керівництвом Салавата Галєєва завоювали срібні медалі змагань, а в 2007 році виграли першість та Кубок МФС «Приволжжя», а також фінальний турнір першості Росії.
З 2008 року «Хімік» знову виступає у всеросійських змаганнях серед професіональнихних футбольних колективів.
Сезон 2012/13 років для «Хіміка» став історичним. Команда під керівництвом Вадима Феліксовича Хафізова за тур до закінчення першості забезпечила собі перше місце в зоні «Захід» другого дивізіону і завоювала право виступати в ФНЛ.
Дебютний сезон в ФНЛ для дзержинської команди пройшов важко. Яскравий старт і 3-е місце в турнірній таблиці після 6 турів, а в підсумку рятівне шістнадцяте. Другий рік виступу в ФНЛ виявився невдалим: команда вилетіла в першість ПФЛ (другий дивізіон), де, відчуваючи великі фінансові труднощі (Нижегородська область відмовилася фінансувати клуб), зайняла лише 8-е місце з десяти команд-учасниць групи «Урал-Приволжжя» і згодом була розформована.
У сезонах 2016, 2017, 2018 у третьому (аматорському) дивізіоні першості Росії місто представляла команда «Дзержинськ-ТС» («Дзержинськ-Тосол-Синтез»), раніше під назвою «Академія-ХТМ» («Академія-Хімік-Тосол-Синтез») грала на регіональному рівні та була фарм-клубом «Хіміка». На сезон 2019 року в Першість Росії серед ЛФК був заявлений відроджений «Хімік», а дублюючий склад («Хімік-Д-Салют») виступав у вищій лізі чемпіонату Нижньогородської області.

## Досягнення
У 1954, 1956, 1958 роках дзержинці були чемпіонами Горьковської області. У 1957 і 1958 роках вони завойовували Кубок Горьковської області. У 1957 і 1958 роках «Хімік» вигравав зональні турніри першості РРФСР серед колективів фізкультури.
Дзержинський «Хімік» — один з найстаріших і найдосвідченіших клубів другої ліги — протягом сорока років (з 1962 по 2002) команда брав участь у цьому турнірі радянського, а потім російського футболу (у 1990-1991 роках команда грала у Другій нижчої лізі СРСР, а в 1994-1997 роках — в Третій лізі Росії). Найвище досягнення команди — третє місце в 1965, 1970, 1995 роках (у 1995 році — в Третій лізі), найгірше команда виступала в 1997 році — 18 місце в Третій лізі.
Найкращі досягнення команди за час виступу в зоні «Приволжжя» ЛФЛ — перше місце (2007), перемога в фінальному турнірі першості Росії серед аматорських команд (турнір переможців усіх регіональних зон ЛФЛ (2007)), перемогу у кубку МФС Приволжжя (2007).
Краще досягнення в Кубку Росії — вихід у 1/16 Кубка Росії (2012/13, 2013/14, 2014/15).

## Статистика виступів
Легенда: Іг - матчі, В - перемоги, Н - нічиї, П - поразки, ЗМ - забиті м'ячі, ПМ - пропущені м'ячі, +/- - різниця м'ячів, B - очки, червоний колір - виліт, зелений колір - підвищення, фіолетовий колір - реорганізація, зміна групи або турніру
| СРСР (1946 – 1991)  |                                             |        |     |     |     |     |     |     |     |     |       |
| Сезон               | Ліга                                        | Рівень | Іг  | В   | Н   | П   | ЗМ  | ПМ  | О   | +/- | Місце |
| 1946                | Третя група - Приволзька зона               | 3      | ... | ... | ... | ... | ... | ... | ... | ... | 7.    |
| 1947                | Друга група - РСФСР, 1 зона                 | 2      | 22  | 8   | 3   | 11  | 30  | 53  | -23 | 19  | 8.    |
| 1948                | Друга група - РСФСР, 1 зона                 | 2      | 26  | 17  | 3   | 6   | 60  | 32  | +28 | 37  | 4.    |
| 1949                | Друга група - РСФСР, 3 зона                 | 2      | 24  | 10  | 5   | 9   | 31  | 30  | +1  | 25  | 7.    |
| 1950                | КФК - Чемпіонат РРФСР, 5 зона, Волга        | 3      | ... | ... | ... | ... | ... | ... | ... | ... | 2.    |
| 1951                | КФК - Чемпіонат РРФСР, Поволзька зона       | 3      | ... | ... | ... | ... | ... | ... | ... | ... | 4.    |
| 1952                | КФК - Чемпіонат РРФСР, 2 центральна зона    | 3      | ... | ... | ... | ... | ... | ... | ... | ... | 11.   |
| ...                 |                                             |        |     |     |     |     |     |     |     |     |       |
| 1954                | КФК - Чемпіонат РРФСР, Верхньоволзька зона  | 3      | ... | ... | ... | ... | ... | ... | ... | ... |       |
| 1955                | КФК - Чемпіонат РРФСР, Середньоволзька зона | 3      | ... | ... | ... | ... | ... | ... | ... | ... |       |
| ...                 |                                             |        |     |     |     |     |     |     |     |     |       |
| 1957                | КФК - Чемпіонат РРФСР, 6 зона               | 3      | ... | ... | ... | ... | ... | ... | ... | ... | 1.    |
| 1958                | КФК - Чемпіонат РРФСР, 7 зона               | 3      | ... | ... | ... | ... | ... | ... | ... | ... | 1.    |
| 1959                | КФК - Чемпіонат РРФСР, 10 зона              | 3      | ... | ... | ... | ... | ... | ... | ... | ... | 3.    |
| 1960                | Клас Б - РРФСР, 2 зона                      | 2      | 28  | 4   | 11  | 13  | 29  | 48  | -19 | 19  | 12.   |
| ...                 |                                             |        |     |     |     |     |     |     |     |     |       |
| 1962                | Клас Б - РРФСР, 1 зона                      | 2      | 32  | 8   | 8   | 16  | 18  | 38  | -20 | 24  | 14.   |
| 1963                | Клас Б - РРФСР, 2 зона                      | 3      | 32  | 13  | 10  | 9   | 30  | 22  | +8  | 36  | 6.    |
| 1964                | Клас Б - РРФСР, 2 зона                      | 3      | 32  | 14  | 10  | 8   | 37  | 26  | +11 | 38  | 4.    |
| 1965                | Клас Б - РРФСР, 2 зона                      | 3      | 36  | 18  | 11  | 7   | 59  | 32  | +27 | 47  | 3.    |
| 1966                | Клас Б - РРФСР, 2 зона                      | 3      | 34  | 7   | 12  | 15  | 28  | 37  | -9  | 26  | 15.   |
| 1967                | Клас Б - РРФСР, 2 зона                      | 3      | 36  | 18  | 7   | 11  | 39  | 27  | +12 | 43  | 5.    |
| 1968                | Клас Б - РРФСР, 1 зона                      | 3      | 38  | 14  | 11  | 13  | 30  | 29  | +1  | 39  | 9.    |
| 1969                | Клас Б - РРФСР, 2 зона                      | 3      | 34  | 15  | 6   | 13  | 47  | 37  | +10 | 36  | 8.    |
| 1970                | Клас Б - РРФСР, 3 зона                      | 4      | 34  | 18  | 9   | 7   | 57  | 31  | +26 | 45  | 3.    |
| 1971                | Клас Б - РРФСР, 3 зона                      | 3      | 38  | 14  | 6   | 18  | 31  | 43  | -12 | 34  | 14.   |
| 1972                | Друга ліга - 4 зона                         | 3      | 36  | 14  | 9   | 13  | 47  | 37  | +10 | 37  | 8.    |
| 1973                | Друга ліга - 5 зона                         | 3      | 32  | 16  | 9   | 7   | 47  | 32  | +15 | 38  | 4.    |
| 1974                | Друга ліга - 4 зона                         | 3      | 38  | 16  | 11  | 11  | 54  | 35  | +19 | 43  | 7.    |
| 1975                | Друга ліга - 4 зона                         | 3      | 32  | 12  | 10  | 10  | 37  | 28  | +9  | 34  | 7.    |
| 1976                | Друга ліга - 4 зона                         | 3      | 40  | 14  | 6   | 20  | 34  | 41  | -7  | 34  | 15.   |
| 1977                | Друга ліга - 3 зона                         | 3      | 40  | 11  | 14  | 15  | 41  | 50  | -9  | 36  | 12.   |
| 1978                | Друга ліга - 3 зона                         | 3      | 46  | 11  | 13  | 22  | 36  | 64  | -28 | 35  | 21.   |
| 1979                | Друга ліга - 3 зона                         | 3      | 48  | 21  | 9   | 18  | 59  | 52  | +7  | 51  | 12.   |
| 1980                | Друга ліга - 2 зона                         | 3      | 34  | 13  | 14  | 7   | 34  | 27  | +7  | 40  | 6.    |
| 1981                | Друга ліга - 2 зона                         | 3      | 32  | 15  | 6   | 11  | 42  | 34  | +8  | 36  | 4.    |
| 1982                | Друга ліга - 2 зона                         | 3      | 32  | 11  | 6   | 15  | 36  | 38  | -2  | 28  | 12.   |
| 1983                | Друга ліга - 2 зона                         | 3      | 28  | 12  | 7   | 9   | 30  | 26  | +4  | 31  | 6.    |
| 1984                | Друга ліга - 2 зона                         | 3      | 32  | 16  | 8   | 8   | 53  | 32  | +21 | 40  | 4.    |
| 1985                | Друга ліга - 2 зона                         | 3      | 28  | 8   | 10  | 10  | 32  | 29  | +3  | 26  | 10.   |
| 1986                | Друга ліга - 2 зона                         | 3      | 32  | 15  | 10  | 7   | 36  | 22  | +14 | 40  | 6.    |
| 1987                | Друга ліга - 2 зона                         | 3      | 32  | 12  | 9   | 11  | 33  | 33  | 0   | 33  | 6.    |
| 1988                | Друга ліга - 2 зона                         | 3      | 32  | 11  | 7   | 14  | 33  | 30  | +3  | 29  | 12.   |
| 1989                | Друга ліга - 2 зона                         | 3      | 42  | 14  | 10  | 18  | 40  | 58  | -18 | 38  | 15.   |
| 1990                | Друга нижча ліга - 5 зона                   | 4      | 32  | 13  | 3   | 16  | 42  | 43  | -1  | 29  | 10.   |
| 1991                | Друга нижча ліга - 5 зона                   | 4      | 42  | 14  | 11  | 17  | 46  | 53  | +13 | 39  | 14.   |
| Росія (1992 – 2016) |                                             |        |     |     |     |     |     |     |     |     |       |
| Сезони              | Ліга                                        | Рівень | Іг  | В   | Н   | П   | ЗМ  | ПМ  | О   | +/- | Місце |
| 1992                | Друга ліга - 4 зона                         | 3      | 38  | 19  | 10  | 9   | 50  | 32  | +18 | 48  | 5.    |
| 1993                | Друга ліга - 3 зона                         | 3      | 34  | 12  | 5   | 17  | 42  | 54  | -12 | 29  | 11.   |
| 1994                | Третя ліга - 5 зона                         | 4      | 32  | 15  | 8   | 9   | 37  | 21  | +16 | 38  | 5.    |
| 1995                | Третя ліга - 5 зона                         | 4      | 28  | 17  | 6   | 5   | 55  | 27  | +28 | 57  | 3.    |
| 1996                | Третя ліга - 5 зона                         | 4      | 30  | 9   | 11  | 10  | 24  | 31  | -7  | 38  | 11.   |
| 1997                | Третя ліга - 4 зона                         | 4      | 36  | 4   | 8   | 24  | 18  | 64  | -46 | 20  | 18.   |
| 1998                | Другий дивізіон - зона «Поволжя»            | 3      | 36  | 11  | 9   | 16  | 30  | 38  | -8  | 42  | 15.   |
| 1999                | Другий дивізіон - зона «Поволжя»            | 3      | 34  | 13  | 8   | 13  | 39  | 44  | -5  | 47  | 9.    |
| 2000                | Другий дивізіон - зона «Поволжя»            | 3      | 34  | 11  | 4   | 19  | 38  | 46  | -8  | 37  | 13.   |
| 2001                | Другий дивізіон - зона «Поволжя»            | 3      | 34  | 18  | 7   | 9   | 49  | 23  | +26 | 61  | 5.    |
| 2002                | Другий дивізіон - зона «Поволжя»            | 3      | 30  | 10  | 8   | 12  | 39  | 33  | +6  | 38  | 11.   |
| 2003                | КФК - зона Поволжя                          | 4      | 32  | 9   | 3   | 20  | 39  | 73  | -34 | 30  | 12.   |
| 2004                | КФК - зона Поволжя                          | 4      | 36  | 14  | 12  | 10  | 46  | 37  | +9  | 54  | 11.   |
| 2005                | КФК - зона Поволжя                          | 4      | 26  | 11  | 7   | 8   | 37  | 35  | +2  | 40  | 6.    |
| 2006                | КФК - зона Поволжя                          | 4      | 24  | 17  | 1   | 6   | 54  | 28  | +26 | 52  | 2.    |
| 2007                | КФК - зона Поволжя                          | 4      | 32  | 26  | 2   | 4   | 76  | 22  | +54 | 80  | 1.    |
| 2008                | Другий дивізіон - зона Урал-Поволжя         | 3      | 34  | 15  | 12  | 7   | 51  | 39  | +12 | 57  | 6.    |
| 2009                | Другий дивізіон - зона Урал-Поволжя         | 3      | 30  | 13  | 3   | 14  | 32  | 44  | -12 | 42  | 10.   |
| 2010                | Другий дивізіон - зона Урал-Поволжя         | 3      | 26  | 7   | 8   | 11  | 28  | 39  | -11 | 29  | 9.    |
| 2011/12             | ПФЛ - зона Урал-Поволжя                     | 3      | 39  | 13  | 9   | 17  | 41  | 52  | -11 | 48  | 9.    |
| 2012/13             | ПФЛ - зона Захід                            | 3      | 26  | 15  | 7   | 4   | 37  | 18  | +19 | 52  | 1.    |
| 2013/14             | ФНЛ                                         | 2      | 36  | 10  | 7   | 19  | 29  | 49  | -20 | 37  | 16.   |
| 2014/15             | ФНЛ                                         | 2      | 34  | 7   | 6   | 21  | 35  | 59  | -24 | 27  | 17.   |
| 2015/16             | ПФЛ - зона Урал-Поволжя                     | 3      | 27  | 7   | 4   | 16  | 28  | 54  | -26 | 25  | 8.    |

## Вболівальники

### Історія фанатського руху
Фанатський рух у Дзержинську зародилося навесні 1998 року. Ініціаторами стали місцеві вболівальники клубів вищого дивізіону, які регулярно відвідували матчі «Локомотива» в сусідньому Нижньому Новгороді. 2 травня вони вирішили з'їздити підтримати команду рідного міста на матч у Арзамасі. Наступного дня п'ятеро новоспечених фанатів «Хіміка» зробили свій перший виїзд. Перша в історії Дзержинська «фірма» отримала назву «Oksky Hawks». У 2002 році в зв'язку з втратою професіонального статусу та виключення з ПФЛ дзержинський фанатський рух переживає серйозну кризу, зокрема припиняє існування найбільша угруповання «United Firm». У 2003 і 2004 роках фанатський рух починає відроджуватися. У 2006 році один з «Дустів» (прізвисько дзержинських фанатів) зумів оформити перший в історії «золотий сезон», відвідавши всі 12 виїзних матчів команди в ЛФЛ МФС «Приволжжя». Всього на 1 січня 2012 року «дусти» здійснили понад 140 виїздів на гостьові матчі «Хіміка». Найвіддаленіший з них, у Владивосток в 2013 році, на виїзді було 4 людини та в 2014 — 1 людина. Найчисленніший — у Саранськ в 2009 році (130 фанатів). Діючі угруповання: «Sector A», «Dust Fans», «Рівний Дуст». З 2006 року виходить «фензин» «Dust Info» (7 номерів станом на 1 січня 2012), також до домашніх матчів випускаються фан-програмки «Dust News».